# 支孝龍
支孝龍（？—？），西晉淮陽人，以風姿見重，長於《小品般若》。他具有深厚的玄學素養，對於佛教在整個魏晉玄學思潮中得以推擴，具有相對重要的地位。

## 經歷
支孝龍與當時名士阮瞻、庾凱交往, 被稱為西晉「八達」之一。在魏晉玄學發展時期，能夠通釋、道思想，並且展開佛教義理的論述是相當不簡單的一件事。當時竺叔蘭初譯《放光般若經》，支孝龍便前往其住處加以抄錄、校訂，得到譯本研閱十幾日後，對眾開講，得到時人的推崇。
他精研般若之學，但也深受當時玄學影響，他曾說：「抱一以逍遙。唯寂以致誠。」，其用語「抱一」、「逍遙」出於道家用語，「致誠」則為儒家用語，事實上其言論是較接近於清談，這一方面顯示當時佛教傳入中國，仍受儒、道影響的情形，一方面也反映了支孝龍的玄學素養，和與名士阮瞻等人交好的情況，湯用彤便曾從支孝龍等人的事蹟，探討研究佛教玄學混合在晉代的發展情況。

## 評價
孫綽曾評論他:「小方易擬，大器難像。桓桓孝龍，剋邁高廣。物競宗歸，人思効仰。雲泉彌漫，蘭風旴響。」